# August Neumann (Holzstecher)

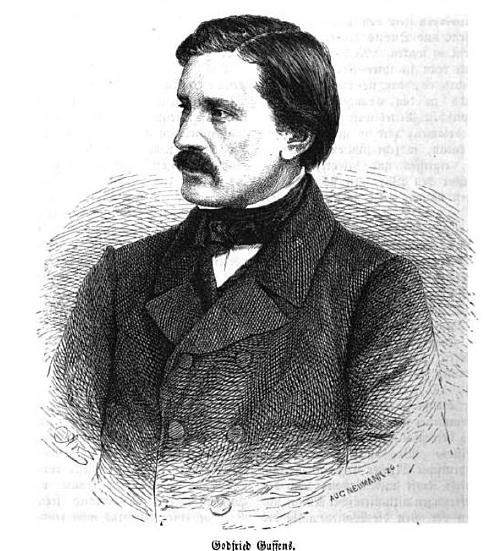
Holzstich mit dem Brustbild Godefried Guffens

August Neumann (* vor 1860; † 1908 in Leipzig) war ein deutscher Holzstecher und Inhaber eines xylografischen Ateliers in Leipzig, welches 1863 gegründet wurde.

## Leben

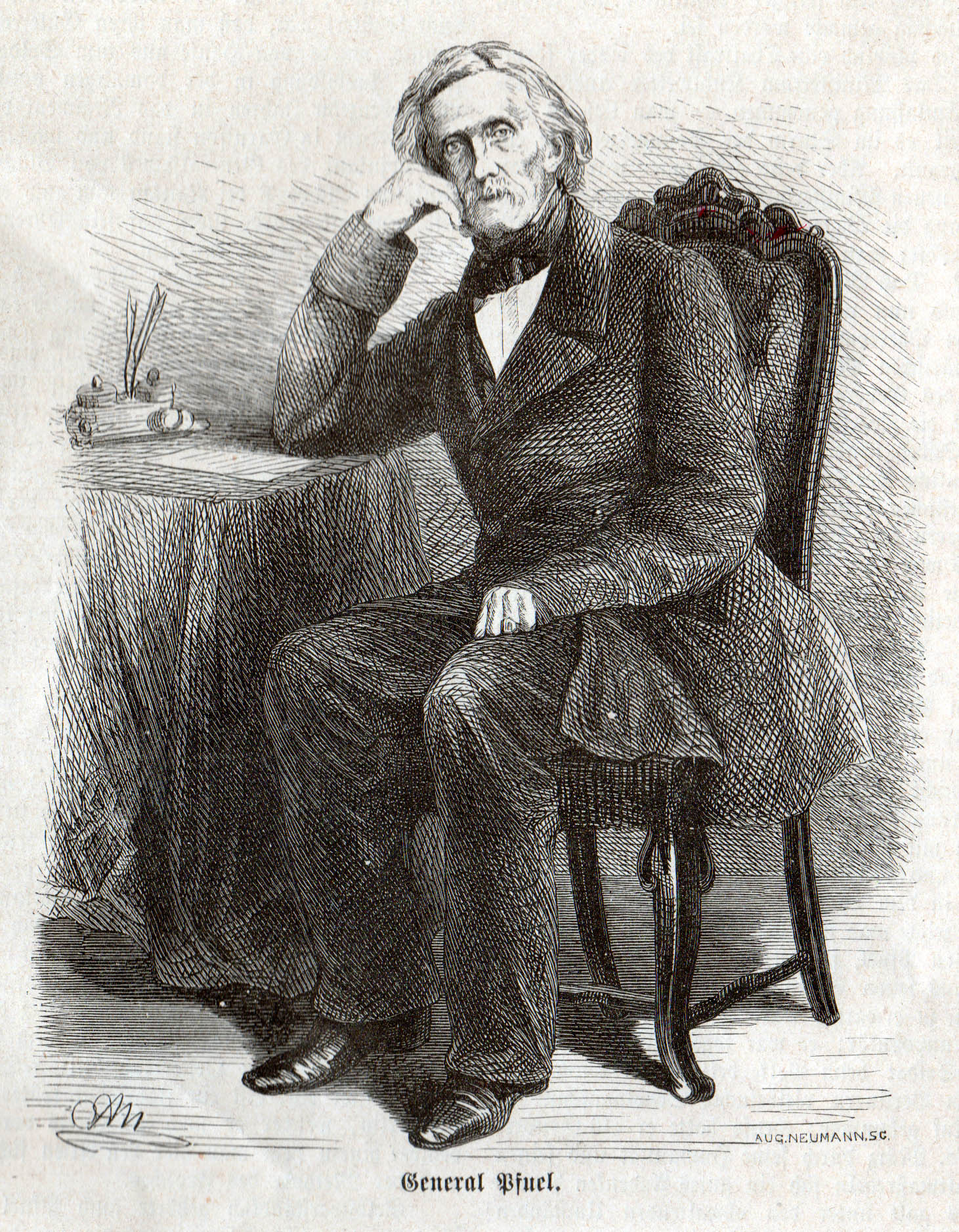
Ernst von Pfuel, Stich im Privatbesitz der Familie

Friedrich August Adolph Neumann, gelernter Stahlstecher, war der Bruder des Kupferstechers Adolf Neumann und signierte ebenso wie dieser seine Werke teilweise mit dem Kürzel AN, jedoch auch mit Aug. Neumann.
Neumanns Bildnisse erschienen beispielsweise in Westermanns Monatshefte oder in der Illustrierten Die Gartenlaube.